# Elisabeth Kittl
Elisabeth Kittl (* 25. August 1973 in Wien) ist eine österreichische Politikerin (GRÜNE) und Immobilienunternehmerin. Kittl war von 2020 bis Juni 2025 vom Wiener Landtag entsandtes Mitglied des österreichischen Bundesrates.

## Werdegang
Elisabeth Kittl wurde 1973 in Wien geboren und besuchte in Wien und Niederösterreich die Volksschule sowie eine allgemeinbildende höhere Schule und ein Bundesrealgymnasium in Wien. Nach der Matura im Jahr 1991 begann sie das Studium der Rechtswissenschaften an der Rechtswissenschaftlichen Fakultät der Universität Wien, wobei sie sich auf die Schwerpunkte Völkerrecht und Psychologie fokussierte. 1996 schloss sie das Diplomstudium der Rechtswissenschaften mit der Sponsion zur Magistra iuris (Mag.a iur.) ab. Im Anschluss daran absolvierte sie zunächst das Gerichtsjahr am Handelsgericht Wien sowie am Bezirksgericht Innere Stadt. Dann studierte sie ein Jahr lang Handelswissenschaften ebenfalls an der Universität Wien, ehe sie dieses Studium abbrach, um 1998 ein halbes Jahr in Afrika zu verbringen.
Von 1998 bis 1999 arbeitete Elisabeth Kittl zunächst als Immobilienmaklerin, im Anschluss daran von 1999 bis 2001 als Hausverwalterin in der Immobilienbranche. 2001 erlangte sie die Konzession als Immobilientreuhänderin und konnte sich daher 2002 nach einem halben Jahr Aufenthalts in Asien mit einem eigenen Immobilientreuhand-Unternehmen selbständig machen. Im Jahr 2006 kehrte Elisabeth Kittl erneut an die Universität Wien zurück und absolvierte dort innerhalb von sechs Jahren das Diplomstudium der Kultur- und Sozialanthropologie, welches sie 2012 mit der Sponsion zur Magistra philosophiae (Mag. phil.) mit Auszeichnung abschloss. Zudem absolvierte sie von 2013 bis 2016 noch das Bachelorstudium der Soziologie ebenfalls an der Universität Wien.

## Politische Karriere
Elisabeth Kittl war von 2015 bis 2019 Vorstandsmitglied der Grünen im Wiener Gemeindebezirk Brigittenau sowie deren Frauensprecherin und Delegierte zur Bezirks- und Landeskonferenz. Seit Februar 2017 ist sie Obmann-Stellvertreterin und Schriftführerin im Vorstand der Grünen Bildungswerkstatt Wien und seit November 2019 Mitglied der Landesleitung der Wiener Grünen. Nach der Landtags- und Gemeinderatswahl in Wien 2020 wurde Kittl Bezirksrätin in Wien-Brigittenau und als eine von zwei grünen Mandataren vom Wiener Landtag in den österreichischen Bundesrat entsandt.
Daneben ist sie auch Redakteurin und Sendungsmacherin bei Radio Orange 94.0.